# Place de Galice
La Place de Galice est une voie de Pontevedra en Espagne. Cette place datant du XXe siècle est située au centre-ville, en bordure du quartier Campolongo.

## Origine du nom
La place porte son nom en hommage à la Galice, la région du nord-ouest de l'Espagne dans laquelle se trouve Pontevedra.

## Historique
L'origine de la Plaza de Galice est un espace public aménagé au bout des rues Augusto González Besada, Andrés Muruais et Andrés Mellado et devant l'ancienne gare de Pontevedra, qui est entrée en service le 16 mai 1884, lorsque la première locomotive est arrivée dans la ville. Cet espace était connu comme la place de la gare. En 1890, l'ingénieur Juan María León Domercq y Alzúa a fait construire sa villa emblématique à l'angle de la place et de la rue Augusto González Besada, qui a été démolie au milieu des années 1980.
Avec le grand nombre de voyageurs arrivant sur la place, en 1904, le Palace Hôtel a été construit à l'angle de la place de Galice et de la rue Andrés Muruais, un grand bâtiment moderniste de quatre étages et des combles conçu par l'architecte Andrés López de Ocáriz Robledo, qui offrait un hébergement aux voyageurs arrivant dans la ville et qui a été démoli à la fin des années 1970.
En 1966, l'ancienne gare ferroviaire de la place a été désaffectée après la construction de la nouvelle gare de Pontevedra dans le quartier Gorgullón, plus éloigné du centre-ville, et a été démolie en 1969,.
En 1971, la place a été agrandie, en profitant de l'espace libéré par l'ancienne gare, et deux abris ont été prévus pour les arrêts de trolleybus qui traversaient la ville. La place, entièrement destinée à la circulation, a gardé cette configuration jusqu'en 1988, date à laquelle les lignes de trolleybus ont été supprimées.
En 1991, les abris et les voies de circulation qui divisaient la place ont été supprimés et la place a été agrandie et entièrement réaménagée par l'architecte José Martínez Sarandeses avec la collaboration des architectes María Agustina Herrero Malina et Fernando Martínez Sarandeses et l'architecte paysagiste María Medina Muro. Ce réaménagement a permis d'améliorer la qualité de l'environnement et d'apaiser le trafic routier. La physionomie actuelle de la place date de cette période.

## Description
La place a une forme rectangulaire et une superficie de 5 800 m2. L'avenue Augusto García Sánchez et les rues Agusto González Besada, Andrés Muruais et Andrés Mellado y convergent.
La place est aménagée en square. Il s'agit d'une place arborée qui coupe en deux l'avenue Augusto García Sánchez et dont le périmètre est délimité par deux voies de circulation à sens unique. Les côtés nord, ouest et est sont délimités par des bâtiments et le côté sud s'ouvre sur le quartier Campolongo et est délimité par un grand abri central avec dix bancs et un panneau arrière en verre.
Le square piétonnier central est un espace très marquant, planté de frênes ornementaux d'origine néerlandaise et doté de nombreux bancs. Le square comprend quatre allées périphériques délimitées par des parterres de fleurs et de la pelouse, chacune avec deux rangées de frênes. Une cinquième allée, coïncidant avec l'axe ouest-est de la place, relie les trottoirs nord des deux sections dans lesquelles l'avenue Augusto García Sánchez a été divisée,.
Au centre du square se trouve une aire centrale circulaire avec des bancs qui facilite l'isolement. Au centre de cet espace se trouve une fontaine ornementale composée de gicleurs encastrés dans le sol qui pulvérisent de l'eau et qui est entourée de blocs de granit regroupés en sept ensembles qui évoquent les étoiles du blason de Galice et qui renvoient au nom de la place,.

## Galerie d'images

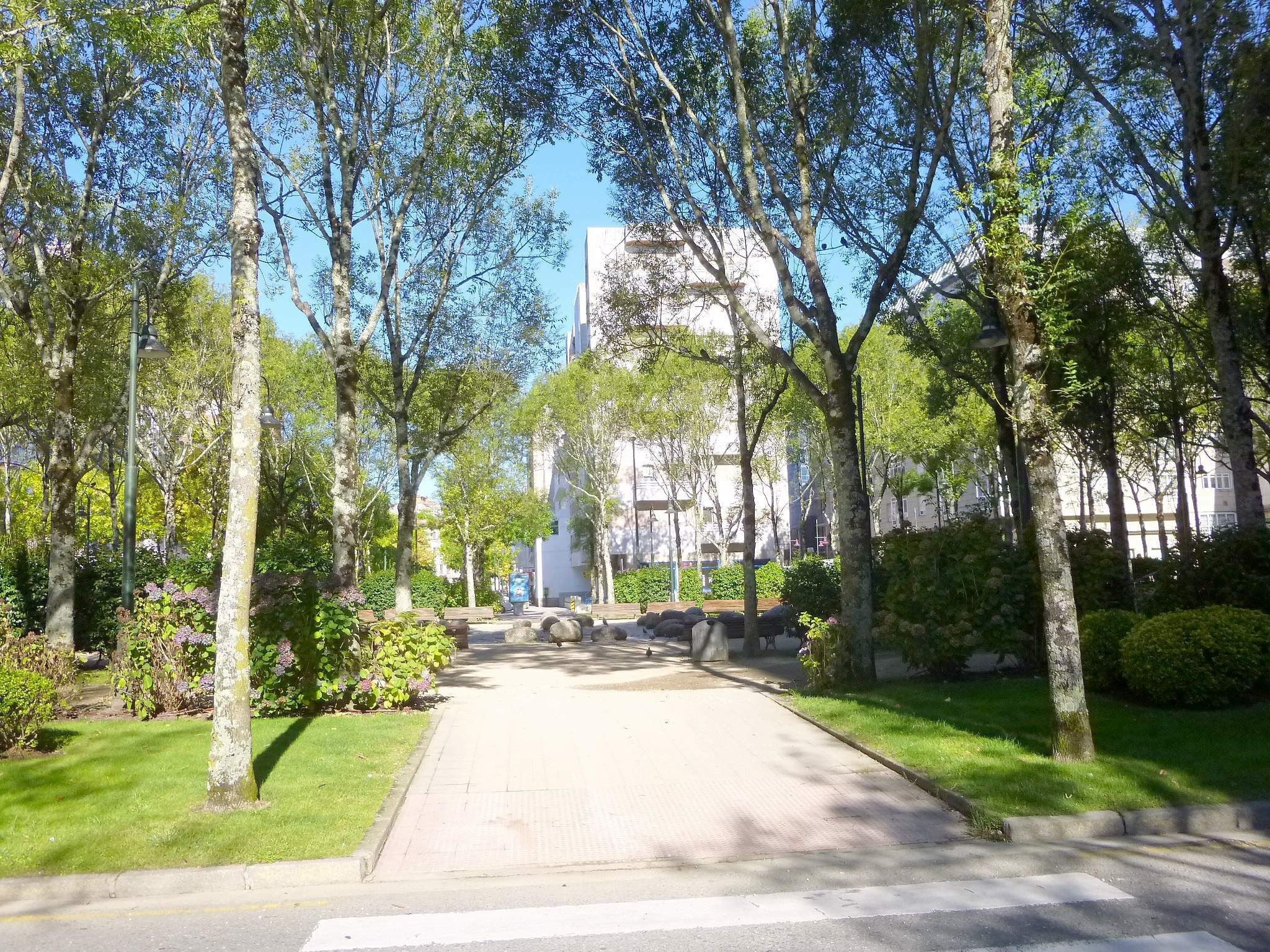
Allée du square de la place
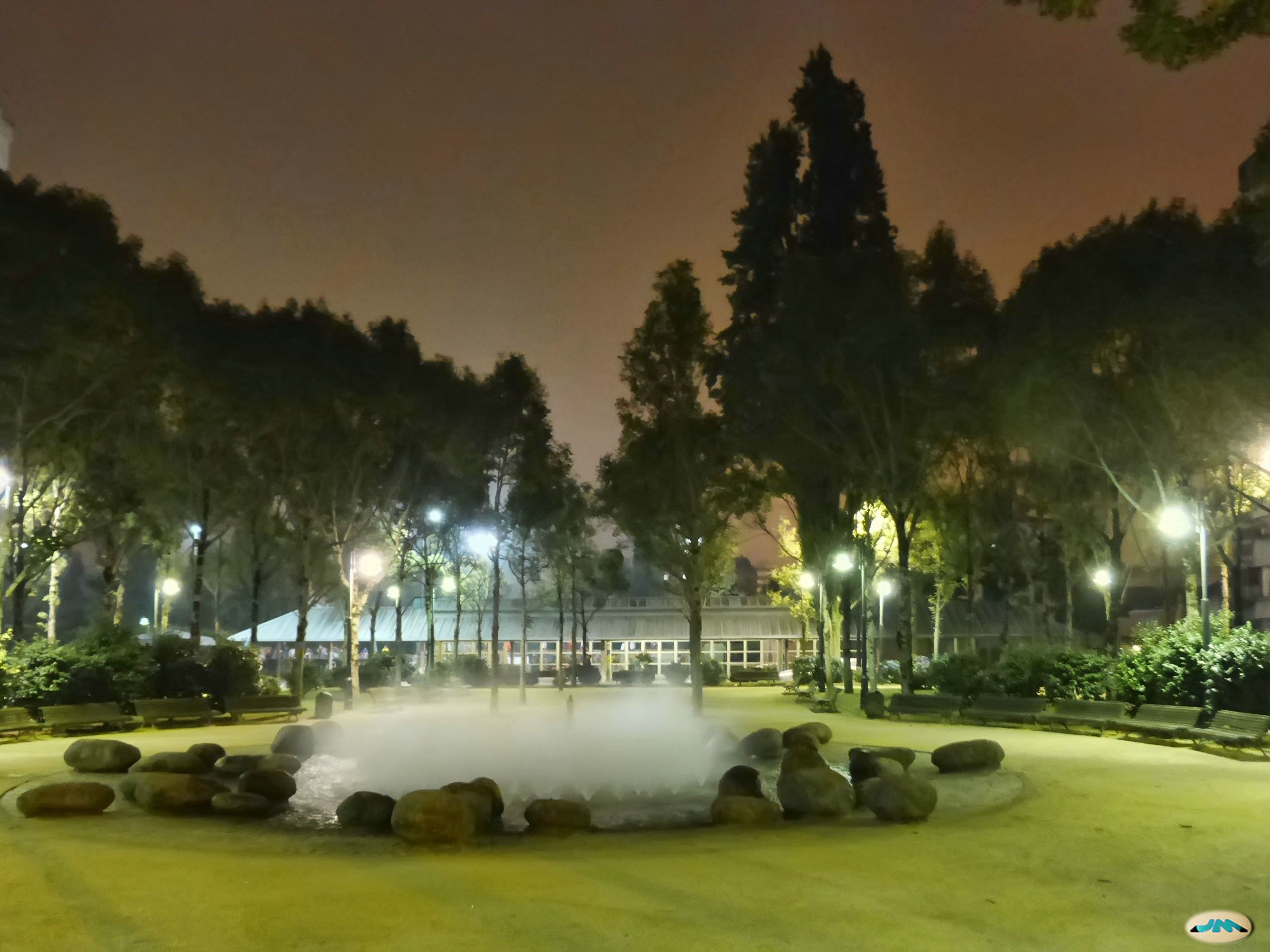
Fontaine de la place
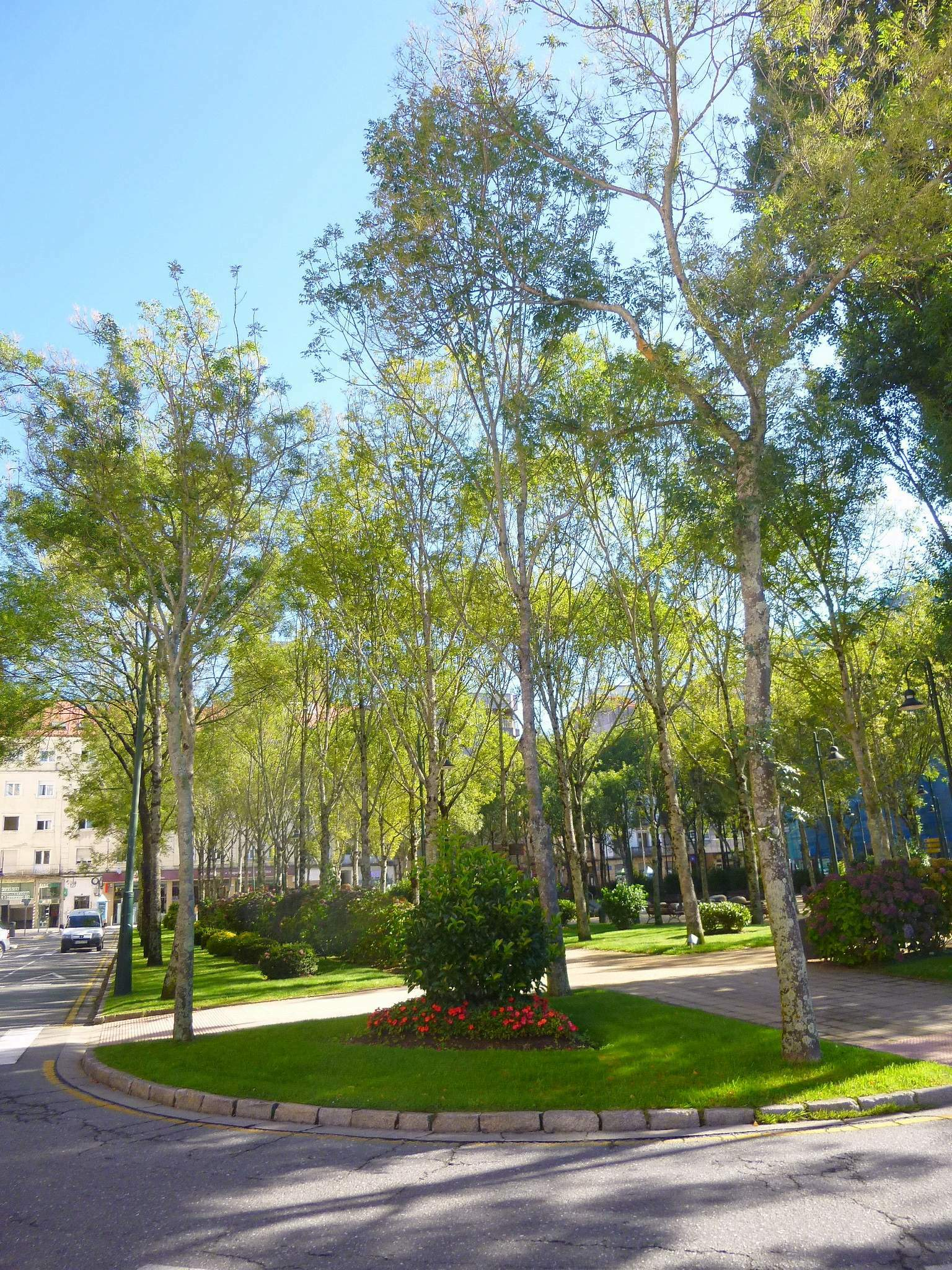
Jardin de la place
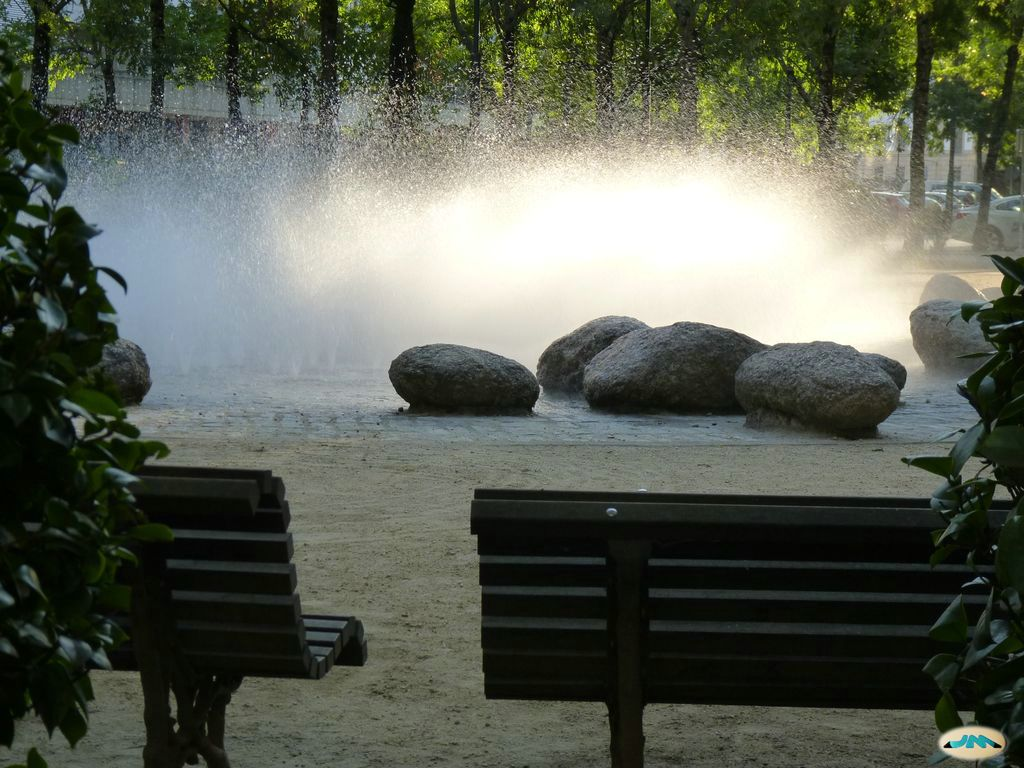
Bancs de la place
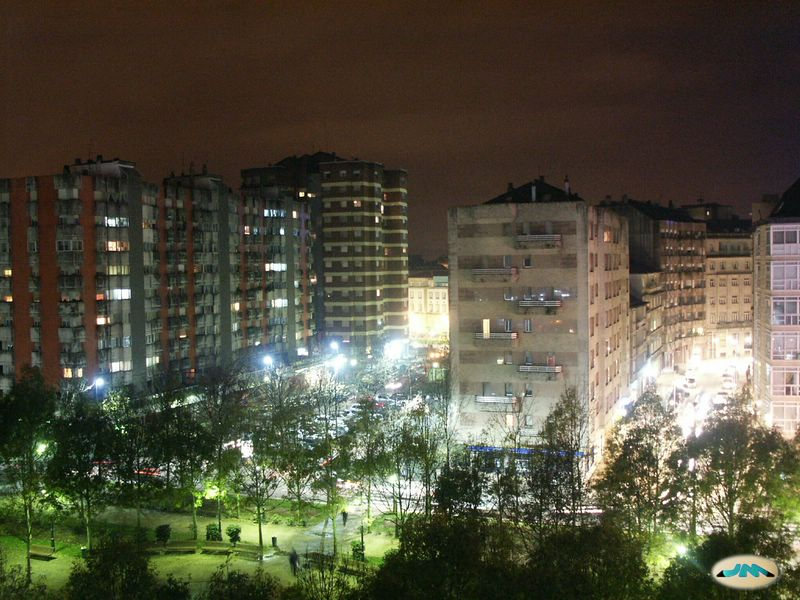
La place, la nuit
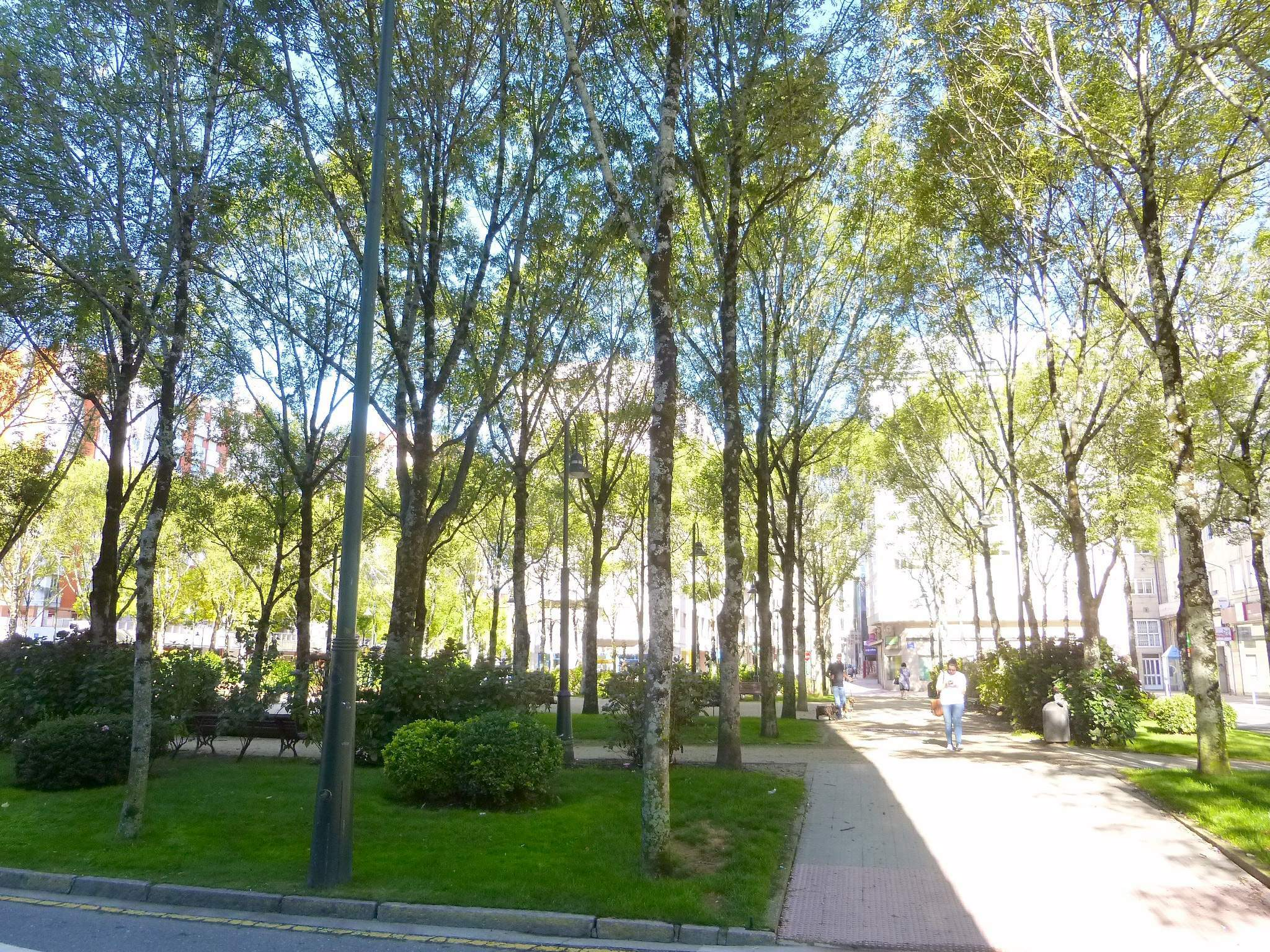
Frênes de la place
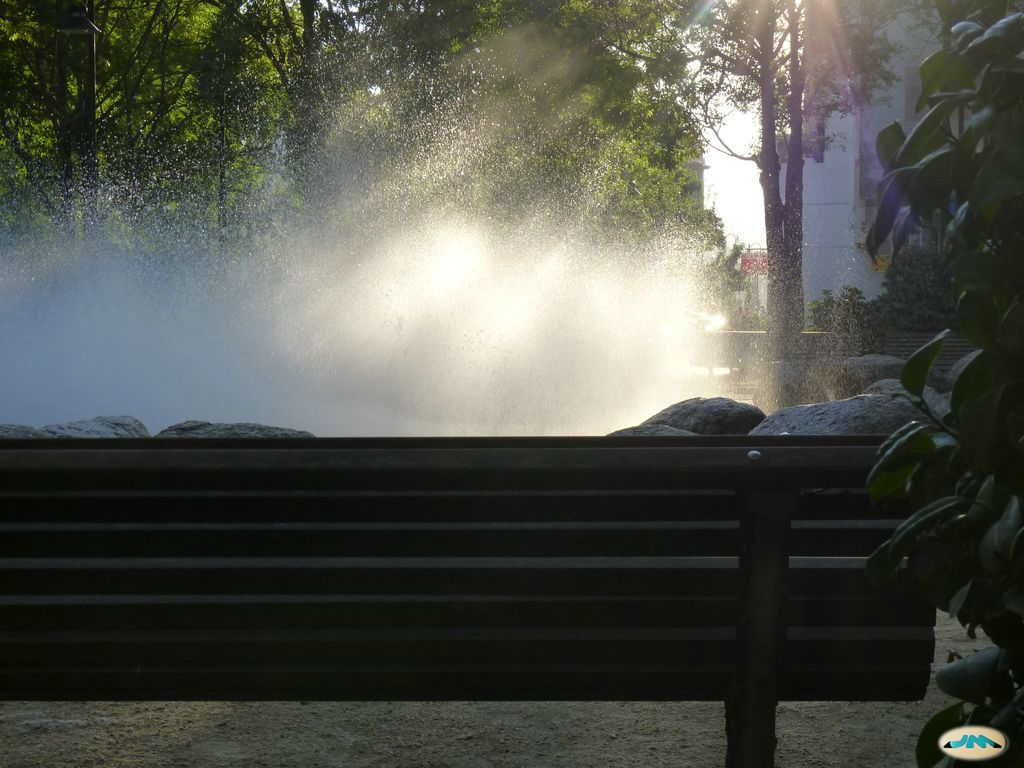
Détail de la fontaine

## Voir également